# دانشگاه سوربن شمالی
دانشگاه سوربن شمالی یا دانشگاه پاریس ۱۳ (به فرانسوی: Paris 13 University) یکی از شعب سیزده‌گانه دانشگاه پاریس محسوب می‌شود.
این واحد در سال ۱۹۷۰ از دانشگاه پاریس جدا شد. این دانشگاه دارای پردیس دانشگاهی زیادی است که عمدتاً در شمال شهر پاریس مستقر هستند. به همین خاطر به دانشگاه شمال پاریس مشهور است.